# Kouli (Silly)
Pour les articles homonymes, voir Kouli.
Ne doit pas être confondu avec Kouli (Sapouy).
Kouli est une commune rurale située dans le département de Silly de la province de Sissili dans la région du Centre-Ouest au Burkina Faso.

## Éducation et santé
École primaire, CEG 